# مارکو کروپایونیتسکیی
مارکو کروپایونیتسکیی (روسی: Марко Лукич Кропивницький؛ ۷ مه ۱۸۴۰ – ۲۱ آوریل ۱۹۱۰ (aged 69)) نمایشنامه‌نویس، بازیگر تئاتر، آهنگساز، و کارگردان نمایش اهل امپراتوری روسیه بود.